# Tirupur
Tirupur (Tamil:திருப்பூர்) is de hoofdstad van het in 2008 gevormde district Tirupur in de Indiase deelstaat Tamil Nadu. 
In 2009 telde Tirupur 617.180 inwoners, terwijl de plaats in het begin van de 20e eeuw slechts 6000 inwoners telde. De textielindustrie is voor de stad economisch van belang.